# Lehmisaari (ö i Norra Österbotten, Koillismaa)
Lehmisaari är en ö i Finland. Den ligger i sjön Kurkijärvi och Tuuliainen och i kommunen Kuusamo i den ekonomiska regionen  Koillismaa ekonomiska region  och landskapet Norra Österbotten, i den nordöstra delen av landet, 700 km norr om huvudstaden Helsingfors. Öns area är 0,2 hektar och dess största längd är 70 meter i öst-västlig riktning.